# Église Saints-Pierre-et-Paul (Remagen)
Pour les articles homonymes, voir Église Saints-Pierre-et-Paul.
L'église Saints-Pierre-et-Paul, est l'église de la paroisse catholique de Remagen en Allemagne. Elle se dresse sur les vestiges d'un fort romain dans un style romano-gothique. Sa particularité est dans le presbytère où se trouve un portail roman, à l'origine sans aucun rapport avec l'église.

## Source
- (de) Cet article est partiellement ou en totalité issu de l’article de Wikipédia en allemand intitulé « St. Peter und Paul (Remagen) » (voir la liste des auteurs).